# Demetrio Straticò
Demetrio Straticò był weneckim generałem i dyplomatą.
W 1738 roku był weneckim ambasadorem w Wielkim Księstwie Toskanii. Z pobytu na misji dyplomatycznej napisał Relazione estesa da me, maggior di Battaglia, Demetrio Straticò l’anno 1738 del Granduca di Toscana.
Gdy w 1751 roku wyniknął zatarg między Republiką Wenecką a Dubrownikiem o to, że Wenecjanie karczują bezprawnie lasy na wyspach niedaleko Dubrownika i o to, że Dubrownik udziela schronienia berberyjskim piratom napadającym na weneckie statki, gen. Stratico odradzał weneckiemu providurowi Zadaru, Girolamo Balbiiemu gwałtowne gesty przeciw Dubrownikowi. Jednak jednocześnie przetrzymywał w Zadarze szlachcica i dyplomatę z Dubrownika Ivo Bosdariiego.